# Zaïre (Voltaire)
Pour les articles homonymes, voir Zaïre (homonymie).
Ne doit pas être confondu avec Zaïde (roman).

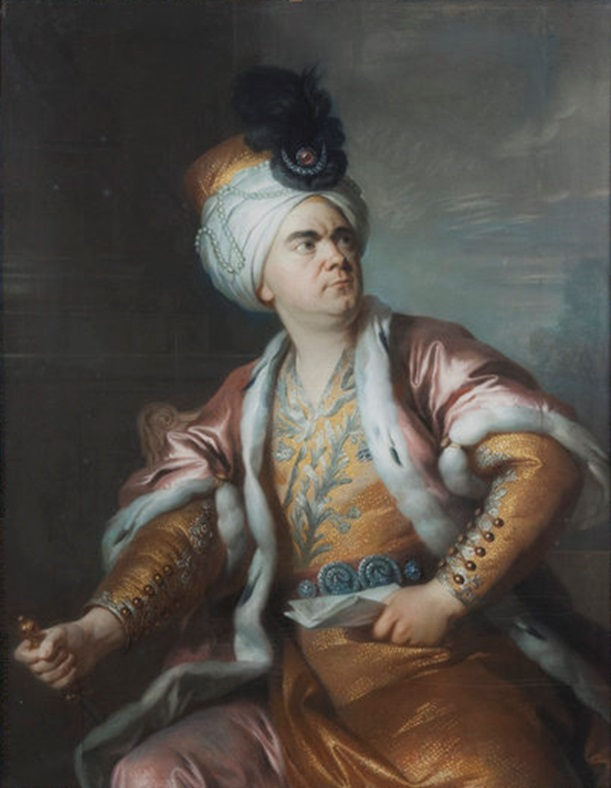
Simon-Bernard Lenoir, Lekain dans le rôle d'Orosmane, 1767, Paris, musée du Louvre.

Zaïre est une pièce de théâtre, tragédie en cinq actes de Voltaire, écrite en alexandrins en 1732 et représentée à la Comédie-Française le 13 août 1732.

## Distribution des rôles à la création
| Distribution | Première, 13 août 1732, Comédie-Française |
| ------------ | ----------------------------------------- |
| Orosmane     | Quinault-Dufresne                         |
| Nérestan     | Charles-François Racot de Grandval        |
| Lusignan     | Pierre-Claude Sarrazin                    |
| Zaïre        | Jeanne-Catherine Gaussin                  |

## Trame
L'action se passe à Jérusalem à l'époque des croisades. Zaïre, née chrétienne mais élevée dans l'Islam, est aimée du sultan Orosmane. Nérestan est chargé de convoyer la rançon pour la libération des prisonniers chrétiens. Le sultan libère cent chevaliers, mais refuse de libérer Zaïre. Le vieux roi Lusignan, libéré à son tour, reconnaît en Zaïre et Nérestan ses enfants qu'il croyait morts. Orosmane, trompé par une lettre ambiguë, poignarde Zaïre qu'il croit infidèle. Se rendant compte de son erreur, il se tue sur le corps de son amante.
Certains historiens de la littérature[réf. nécessaire] considèrent cette pièce comme une adaptation libre d'Othello, de Shakespeare. Les deux pièces évoquent les mêmes thèmes : la jalousie et la tolérance.
On peut toutefois noter que la tragédie de Shakespeare met l'accent sur les personnages d'Othello et de Iago, faisant d'Othello une œuvre centrée sur la jalousie. Voltaire, en revanche, donne plus d'importance au personnage équivalent de Desdémona (c'est-à-dire Zaïre) et à son père, ce qui focalise le message de sa pièce sur la relativité des religions, un des thèmes préférés de l'auteur, et sur la tolérance.

## Réception
La pièce obtient dès la création un très grand succès et restera au répertoire de la Comédie-Française jusqu'en 1936.

## Adaptation
Zaïre a inspiré à Felice Romani le livret de Zaira, opéra de Vincenzo Bellini (1829).